# Trésauvaux
Trésauvaux é uma comuna francesa na região administrativa de Grande Leste, no departamento de Meuse.
Estende-se por uma área de 3,95 km². Em 2010 a comuna tinha 70 habitantes (densidade: 17,7 hab./km²).